# Abra Amedomé
Abra Amedomé, née Abra Julie Mawupé Vovor est une femme politique togolaise. Elle a été la première femme pharmacienne du Togo. En 1979, elle est devenue ministre des affaires sociales et de la production féminine, poste qu'elle a occupé jusqu'en 1983.

## Biographie

### Carrière
Abra Amedomé est d'origine Ewe. Poursuivant des études en pharmacie à Lyon puis à Montpellier, elle revient au Togo et travaille en tant que pharmacienne à Lomé. Elle devient ainsi, une femme d'affaires. En 1975, elle devient présidente de l'Union Nationale des Femmes du Togo. Militante du Rassemblement du peuple togolais, elle est syndicaliste et présidente de l'Union Nationale des Femmes du Togo  de 1975 à 1987.
Elle est ministre des Affaires sociales et de la Production des femmes de 1979 à 1983. 
Abra Amedomé est l'une des six femmes élues députées à l'Assemblée nationale lors des élections législatives togolaises de 1979, les autres étant Marguerite Adjoavi Trénou, Cheffi Meatchi, Kossiwa Monsila, Essohana Péré et Zinabou Touré.